# 주 경왕 (귀)
동주 경왕 희귀(東周 景王 姬貴)는 주나라의 24대 왕이자 동주의 13대 왕이다.

## 사적
경왕의 재위 기간에 태자 수(壽)가 일찍 죽고 또한 태자 수의 어머니인 목후(穆后)도 죽었다.